# باشگاه فوتبال ضمک
باشگاه فوتبال ضمک (عربی: نادی ضمک) یک باشگاه فوتبال مستقر در عربستان سعودی است که در شهر خمیس مشیط واقع شده‌است. این باشگاه در سال ۱۹۷۲ تأسیس شده است.